# Joseph Higgins
Joseph Higgins (* 13. Januar 1838 in Moyvore, County Westmeath; † 16. September 1915 in Ballarat) war ein irischer römisch-katholischer Bischof in Australien.

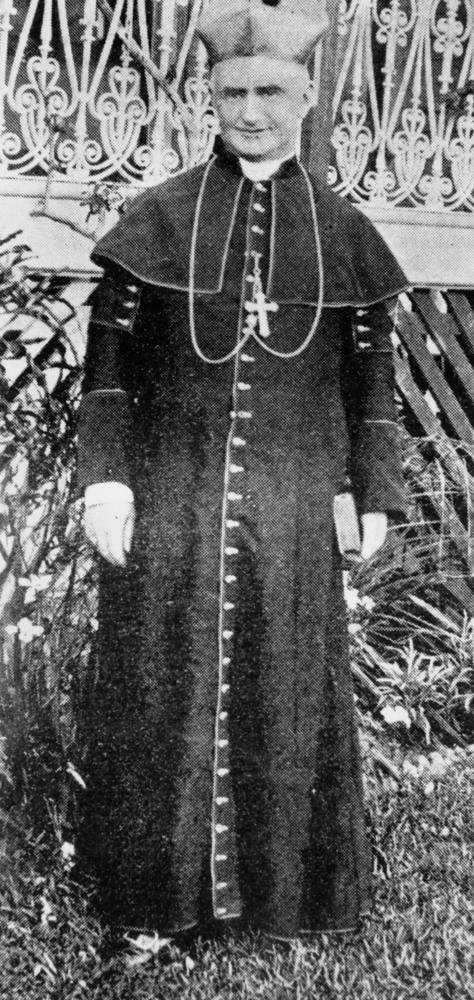
Joseph Higgins

Higgins besuchte das St. Finian’s Seminary in Navan und das St Patrick’s College in Maynooth, wo er Theologie und Kirchengeschichte studierte. 1863 wurde er zum Priester ordiniert und kam in die Diözese Meath. 1867 wurde er Präsident des St Finian’s Diocesan Seminary in Navan. 1887 wurde er Pfarrer von Castletown Delvin. Auf Empfehlung von Kardinal Patrick Francis Moran bestellte ihn der Heilige Stuhl 1888 zum Weihbischof von Sydney. Im Folgejahr wurde er zum Titularbischof von Antiphellus ordiniert.
Im Jahr 1899 wurde Higgins als Nachfolger von John Cani zum Bischof von Rockhampton bestellt. Es gelang ihm, bis 1905 die Zahl der Geistlichen seines Bistums von 16 auf 24 zu erhöhen, sechs neue Gemeinden zu gründen und neunzehn Kirchen zu bauen. Er ließ zehn Grund- und Sekundarschulen bauen und gründete für den Schulunterricht zehn religiöse Gemeinschaften von Frauen und zwei von Männern.
Auf Grund seiner angegriffenen Gesundheit wurde er 1905 als Nachfolger von James Moore als Bischof nach Ballarat versetzt. Auch hier gelang es ihm, neue Gemeinden zu gründen und neue Geistliche zu gewinnen. Neben dreißig neuen Schulen richtete er zehn neue Klöster ein. Er holte die Presentation Sisters nach Inglewood, die Josephiten nach Dunolly und die Samaritan Sisters nach Koroit und Port Fairy, ließ die St Patrick’s Cathedral umfangreich ausbauen, das Nazareth House erweitern und gründete das St Joseph’s Home und das St John of God Hospital in Ballarat. Er starb am 16. September 1915 an Herzversagen und wurde in der Gruft der St Patrick’s Cathedral in Ballarat beigesetzt.